# Attenuante
Per circostanza attenuante (o più brevemente attenuante) in diritto si considera un elemento di fatto non essenziale per la configurazione del reato e del quale il giudice può tener conto per diminuire la pena o per irrogare una pena di specie meno grave.

## Nell'ordinamento italiano
Gli articoli 62 e 62 bis del codice penale italiano stabiliscono un elenco di attenuanti comuni e la possibilità per i giudici di determinare attenuanti generiche al di fuori dell'elenco.
Per le varie tipologie di reato esistono, inoltre, delle attenuanti speciali.
Le attenuanti comuni sono:
1. l'essere motivati da un alto valore morale o sociale
2. aver agito per ira derivata dal comportamento altrui
3. aver agito per suggestione di una folla in tumulto
4. nei delitti contro il patrimonio, l'aver provocato un danno patrimoniale tenue, con un evento dannoso o pericoloso tenue
5. aver soltanto concorso all'omissione del reale colpevole del dolo
6. aver riparato il danno con risarcimento o restituzione, o aver concorso ad attenuarne gli effetti

L'applicazione è determinata dalla legge. Se l'attenuante non ha effetto speciale (ovvero non diminuisce la pena di oltre un terzo), la diminuzione della pena può essere cumulata (ovvero ogni attenuante si applica alla misura della pena determinata da quelle precedenti). Altrimenti si applica solo la diminuzione di pena di maggior entità, con la possibilità di una diminuzione ulteriore.
Per quanto riguarda la prescrizione di un reato in seguito al riconoscimento di circostanze attenuanti, la Corte di cassazione ha affermato: